# Пятиячейник
| Пятиячейник                                                                      | Пятиячейник                      |
| -------------------------------------------------------------------------------- | -------------------------------- |
| Диаграмма Шлегеля: проекция (перспектива) пятиячейника в трёхмерное пространство |                                  |
| Тип                                                                              | Правильный четырёхмерный политоп |
| Символ Шлефли                                                                    | {3,3,3}                          |
| Ячеек                                                                            | 5                                |
| Граней                                                                           | 10                               |
| Рёбер                                                                            | 10                               |
| Вершин                                                                           | 5                                |
| Вершинная фигура                                                                 | Правильный тетраэдр              |
| Двойственный политоп                                                             | Он же (самодвойственный)         |

Проекция вращающегося пятиячейника в трёхмерное пространство

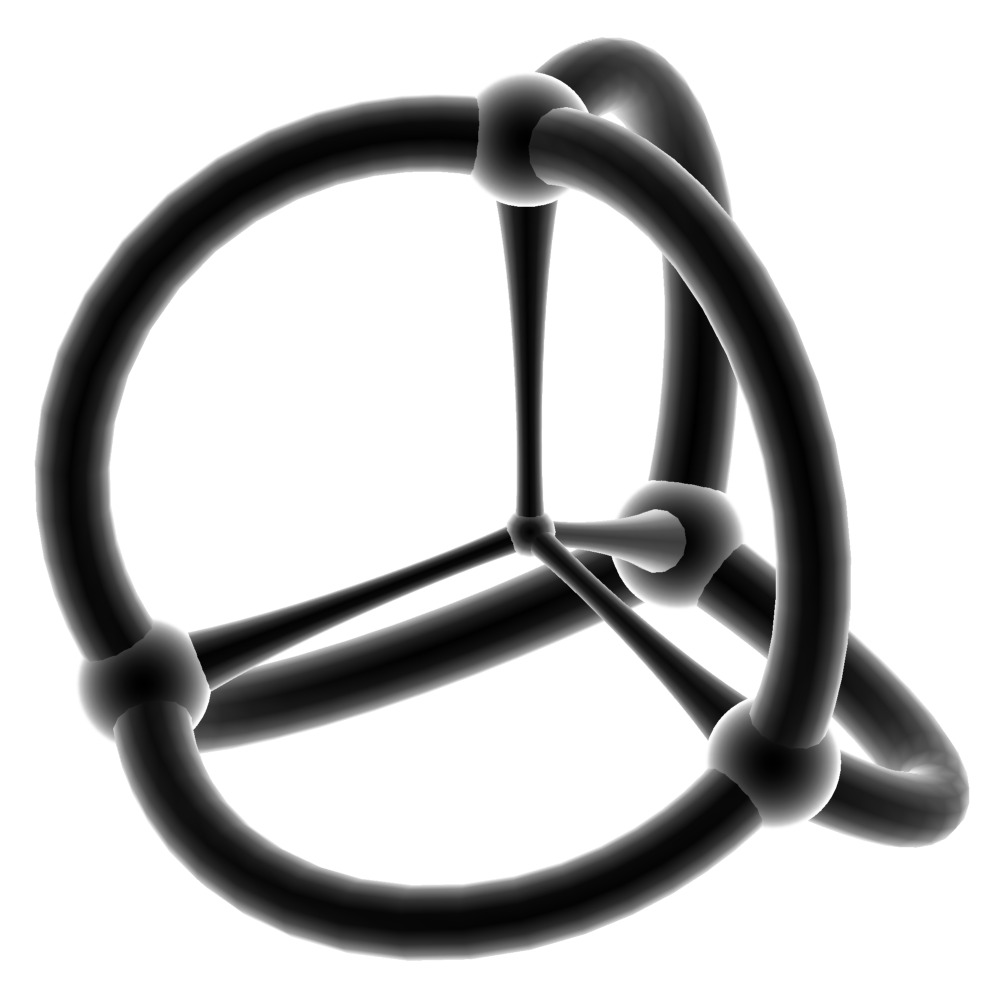
Стереографическая проекция пятиячейника

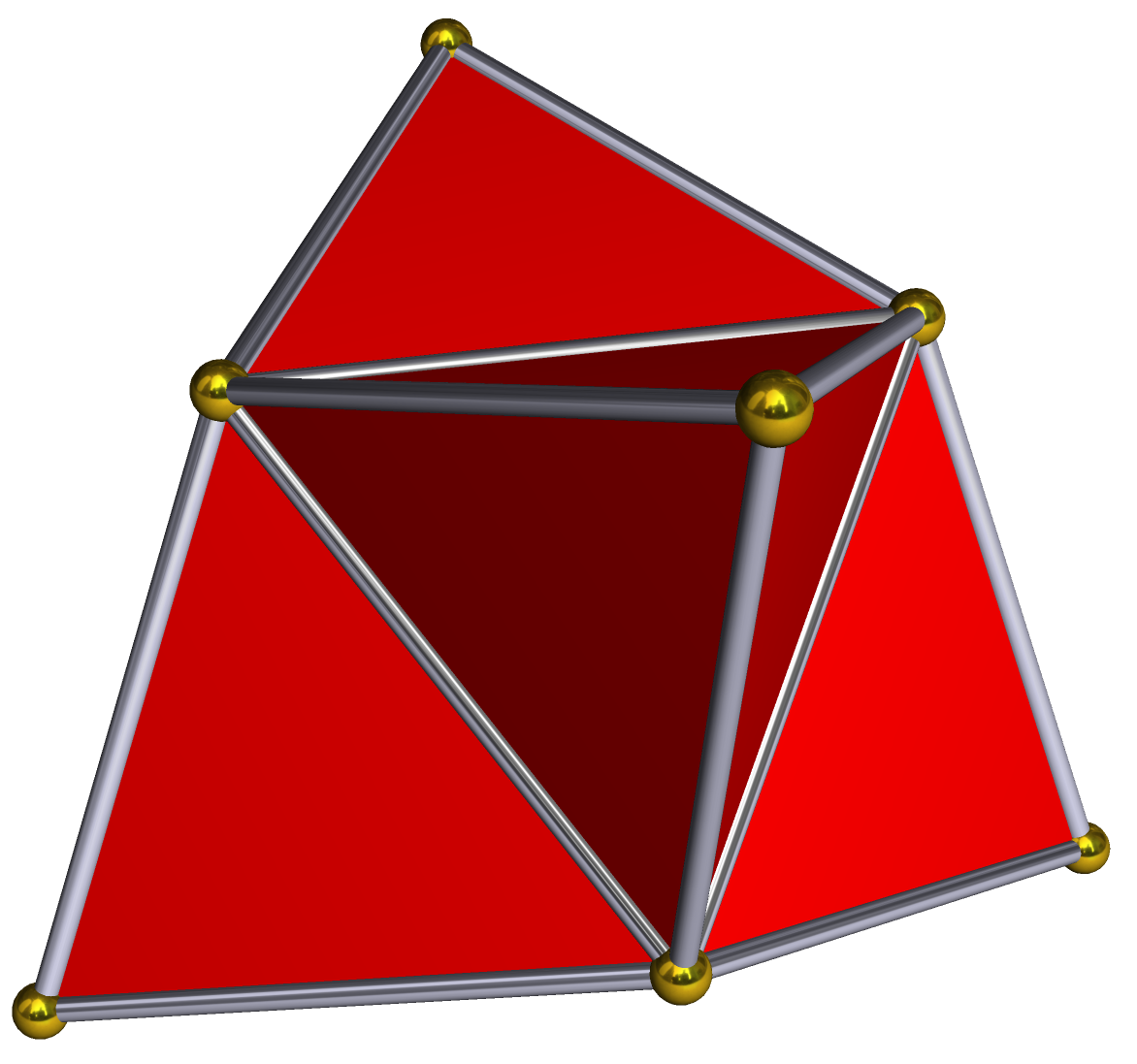
Развёртка

Пра́вильный пятияче́йник, или просто пятияче́йник, или пентахор (от др.-греч. πέντε — «пять» и χώρος — «место, пространство»), — один из шести правильных многоячейников в четырёхмерном пространстве: правильный четырёхмерный симплекс.
Открыт Людвигом Шлефли в середине 1850-х годов. Символ Шлефли пятиячейника — {3,3,3}.
Двойственен сам себе. В отличие от пяти других правильных многоячейников, не имеет центральной симметрии.
Используется в физико-химическом анализе для изучения свойств многокомпонентных систем.

## Описание
Ограничен 5 трёхмерными ячейками — одинаковыми правильными тетраэдрами. Любые две ячейки — смежные; угол между ними равен {\displaystyle \arccos \,{\frac {1}{4}}\approx 75{,}52^{\circ }.}
Его 10 двумерных граней — одинаковые правильные треугольники. Каждая грань разделяет 2 примыкающие к ней ячейки.
Имеет 10 рёбер равной длины. На каждом ребре сходятся по 3 грани и по 3 ячейки.
Имеет 5 вершин. В каждой вершине сходятся по 4 ребра, по 6 граней и по 4 ячейки. Любые 2 вершины соединены ребром; любые 3 вершины принадлежат одной грани; любые 4 вершины принадлежат одной ячейке.
Пятиячейник можно рассматривать как правильную четырёхмерную пирамиду с тетраэдрическим основанием.

## В координатах

### Первый способ расположения
Пятиячейник можно разместить в декартовой системе координат так, чтобы его вершины имели координаты {\displaystyle (1;1;1;0),} {\displaystyle (1;-1;-1;0),} {\displaystyle (-1;1;-1;0),} {\displaystyle (-1;-1;1;0),} {\displaystyle (0;0;0;{\sqrt {5}}).}
При этом точка {\displaystyle \left(0;0;0;{\frac {\sqrt {5}}{5}}\right)} будет центром вписанной, описанной и полувписанных трёхмерных гиперсфер.

### Второй способ расположения
Если разместить пятиячейник так, чтобы его вершины имели координаты {\displaystyle \left({\frac {\sqrt {5}}{4}};{\frac {\sqrt {5}}{4}};{\frac {\sqrt {5}}{4}};{\frac {1}{4}}\right),} {\displaystyle \left({\frac {\sqrt {5}}{4}};-{\frac {\sqrt {5}}{4}};-{\frac {\sqrt {5}}{4}};{\frac {1}{4}}\right),} {\displaystyle \left(-{\frac {\sqrt {5}}{4}};{\frac {\sqrt {5}}{4}};-{\frac {\sqrt {5}}{4}};{\frac {1}{4}}\right),} {\displaystyle \left(-{\frac {\sqrt {5}}{4}};-{\frac {\sqrt {5}}{4}};{\frac {\sqrt {5}}{4}};{\frac {1}{4}}\right),} {\displaystyle \left(0;0;0;-1\right),} то они будут лежать на гиперсфере радиуса {\displaystyle 1} с центром в начале координат.

### Третий способ расположения
В пятимерном пространстве возможно разместить пятиячейник так, чтобы все его вершины имели целые координаты: {\displaystyle (1;0;0;0;0),} {\displaystyle (0;1;0;0;0),} {\displaystyle (0;0;1;0;0),} {\displaystyle (0;0;0;1;0),} {\displaystyle (0;0;0;0;1).}
Центром вписанной, описанной и полувписанных гиперсфер при этом будет точка {\displaystyle \left({\frac {1}{5}};{\frac {1}{5}};{\frac {1}{5}};{\frac {1}{5}};{\frac {1}{5}}\right).}

## Метрические характеристики
Если пятиячейник имеет ребро длины {\displaystyle a,} то его четырёхмерный гиперобъём и трёхмерная гиперплощадь поверхности выражаются соответственно как
{\displaystyle V_{4}={\frac {\sqrt {5}}{96}}\;a^{4}\ \approx 0{,}0232924a^{4},}
{\displaystyle S_{3}={\frac {5{\sqrt {2}}}{12}}\;a^{3}\approx 0{,}5892557a^{3}.}
Радиус описанной трёхмерной гиперсферы (проходящей через все вершины многоячейника) при этом будет равен
{\displaystyle R={\frac {\sqrt {10}}{5}}\;a\approx 0{,}6324555a,}
радиус внешней полувписанной гиперсферы (касающейся всех рёбер в их серединах) —
{\displaystyle \rho _{1}={\frac {\sqrt {15}}{10}}\;a\approx 0{,}3872983a,}
радиус внутренней полувписанной гиперсферы (касающейся всех граней в их центрах) —
{\displaystyle \rho _{2}={\frac {\sqrt {15}}{15}}\;a\approx 0{,}2581989a,}
радиус вписанной гиперсферы (касающейся всех ячеек в их центрах) —
{\displaystyle r={\frac {\sqrt {10}}{20}}\;a\approx 0{,}1581139a.}

## Неправильные пятиячейники
Иногда словом «пятиячейник» может обозначаться не только правильный, но и произвольный четырёхмерный симплекс.